# Войвож (городское поселение)
Войвож — административно-территориальная единица (административная территория посёлок городского типа Войвож с подчинённой ему территорией) и муниципальное образование (городское поселение с полным официальным наименованием муниципальное образование городского поселения «Войвож») в составе муниципального района Сосногорск Республики Коми Российской Федерации.
Административный центр — пгт Войвож.

## История
Статус и границы административной территории установлены Законом Республики Коми от 6 марта 2006 года № 13-РЗ «Об административно-территориальном устройстве Республики Коми».
Статус и границы городского поселения были установлены Законом Республики Коми от 5 марта 2005 года № 11-РЗ «О территориальной организации местного самоуправления в Республике Коми». 

## Население
| 2010  | 2011  | 2012  | 2013  | 2014  | 2015  | 2016  |
| ----- | ----- | ----- | ----- | ----- | ----- | ----- |
| 3426  | ↘3390 | ↘3270 | ↘3174 | ↘3098 | ↘3002 | ↘2935 |
| 2017  | 2018  | 2019  | 2020  | 2021  | 2024  |       |
| ↘2887 | ↘2840 | ↘2770 | ↘2741 | ↘1848 | ↘1743 |       |

## Состав
Состав административной территории и городского поселения:
| № | Населённый пункт | Тип населённого пункта      | Население |
| - | ---------------- | --------------------------- | --------- |
| 1 | Верхняя Омра     | посёлок                     | ↘39       |
| 2 | Войвож           | пгт, административный центр | ↘1743     |
| 3 | Дорожный         | посёлок                     | ↘0        |